# Alessio Galante
Alessio Galante (Varese, 24 ottobre 1983) è un ex rugbista a 15 italiano.

## Biografia
Nato a Varese, (Lombardia), Galante si formò come ala nelle giovanili della squadra locale. Trascorse la maggior parte della sua carriera con il GranParma, dove iniziò come giocatore under 21 nella stagione 2002-03.
Galante divenne il primo prodotto del Varese ad essere convocato per l'Italia quando entrò dalla panchina in una vittoria contro l'Uruguay durante il loro tour del Sud America del 2007. Successivamente si guadagnò un posto da titolare per la partita dell'Italia contro l'Argentina a Mendoza e l'anno successivo fu un membro della squadra del Sei Nazioni.